# Formosatettixoides wuyishanensis
Formosatettixoides wuyishanensis är en insektsart som först beskrevs av Zheng, Z. och Liang 1993.  Formosatettixoides wuyishanensis ingår i släktet Formosatettixoides och familjen torngräshoppor. Inga underarter finns listade i Catalogue of Life.